# Gert Custers
Gert Custers (Swolgen, 1 september 1970) is een voormalig Nederlands profvoetballer die als doelman speelde. Hij stond onder contract bij VVV.
Custers doorliep de jeugdopleiding van VVV en werd in het seizoen 1989/90 overgeheveld naar de selectie van het eerste elftal, waar hij derde keus was achter John Roox en Jos Hermkes. In 1991 schoof hij een plek op in de hiërarchie. Op 16 november 1991 maakte Custers zijn profdebuut in de bekerwedstrijd tegen BVV Den Bosch (1-1 na verlenging). Hij groeide uit tot held van de avond door het stoppen van twee strafschoppen in de beslissende penaltyreeks waardoor VVV de volgende ronde bereikte. Later dat seizoen maakte hij ook zijn competitiedebuut, op 12 april 1992 in de uitwedstrijd bij FC Twente. Custers keepte vervolgens nog jarenlang bij een aantal amateurclubs, totdat hij in 2010 een punt zette achter zijn carrière. Vanwege een aantal blessures kwam hij in het seizoen 2016/17 als 46-jarige nog eenmaal in actie bij Sporting ST uit de Vijfde klasse.

## Statistieken
| Seizoen         | Club            | Competitie      | Competitie | Competitie | Beker | Beker | Playoff | Playoff | Totaal | Totaal |
| Seizoen         | Club            | Competitie      | Wed.       | Dlp.       | Wed.  | Dlp.  | Wed.    | Dlp.    | Wed.   | Dlp.   |
| --------------- | --------------- | --------------- | ---------- | ---------- | ----- | ----- | ------- | ------- | ------ | ------ |
| 1989/90         | VVV             | Eerste divisie  | 0          | 0          | 0     | 0     | –       | –       | 0      | 0      |
| 1990/91         | VVV             | Eerste divisie  | 0          | 0          | 0     | 0     | 0       | 0       | 0      | 0      |
| 1991/92         | VVV             | Eredivisie      | 2          | 0          | 1     | 0     | –       | –       | 3      | 0      |
| Carrière totaal | Carrière totaal | Carrière totaal | 2          | 0          | 1     | 0     | 0       | 0       | 3      | 0      |